# Сердечно-сосудистая система
Серде́чно-сосу́дистая систе́ма (лат. systema cardiovasculare) — система органов, обеспечивающих циркуляцию крови в организме человека и животных. Благодаря её деятельности кислород и питательные вещества доставляются к органам и тканям тела, а углекислый газ, другие продукты метаболизма и отходы жизнедеятельности отводятся от органов и тканей и затем выводятся из организма.
Сердечно-сосудистая система бывает замкнутая и незамкнутая. У человека, как и у всех позвоночных, она замкнутая.
Циркуляция крови дополняется лимфооттоком от органов и тканей организма по системе лимфатических сосудов, узлов и протоков лимфатической системы, впадающих в венозную систему в месте слияния подключичных вен.
В состав сердечно-сосудистой системы входит сердце и кровеносные сосуды. Сердце — мышечный орган, заставляющий кровь двигаться, ритмически нагнетая её в кровеносные сосуды — полые трубки различного диаметра, по которым происходит циркуляция крови.
Все функции кровеносной системы строго согласованы благодаря нервно-рефлекторной регуляции, что позволяет поддерживать гомеостаз в постоянно изменяющихся условиях внешней и внутренней сред.

## Кровеносные сосуды
Кровеносные сосуды — полые трубки, по которым движется кровь. Сосуды, несущие кровь от сердца к органам называют «артериями», а от органов к сердцу — «венами». В артериях и венах не осуществляется газообмен и диффузия питательных веществ, это просто путь доставки. По мере удаления кровеносных сосудов от сердца они становятся мельче. Существуют несколько классификаций сосудов: анатомическая, гистологическая, морфо-физиологическая.
Кровеносные сосуды делят на 3 типа: вены, артерии, капилляры. Артерии направляют кровь от сердца к другим органам, а вены наоборот — от органов к сердцу. Артерии имеют толстые эластичные стенки в связи с высоким давлением в сердце (до 250 мм ртутного столба), а вены — менее толстую.
Сосудам свойственно разветвляться:
артерии эластичного типа → артерии → артериолы → синусоидные капилляры,
крупные вены → вены → венулы → непрерывные капилляры
Обмен веществами между кровью и интерстициальной жидкостью происходит через проницаемую стенку капилляров — мелких сосудов, соединяющих артериальную и венозную системы. За 1 минуту через стенки всех капилляров человека просачивается около 60 литров жидкости.
Между артериями и венами находится микроциркуляторное русло, формирующее периферическую часть сердечно-сосудистой системы. Микроциркуляторное русло представляет систему мелких сосудов, включающую артериолы, капилляры, венулы, а также артериоловенулярные анастомозы. Именно здесь происходят процессы обмена между кровью и тканями
Кровь с кислородом и питательными веществами для клеток называют «артериальной», а кровь с углекислым газом и продуктами обмена клеток — венозной.
Кровеносные сосуды изучает наука ангиология.
Самая крупная артерия — аорта.

## Сердце
Сердце (лат. cor, греч. καρδιά) — полый мышечный орган, который последовательностью сокращений и расслаблений ритмически перекачивает кровь по сосудам. Функция сердца осуществляется, благодаря переменным сокращениям и расслаблениям мышечных волокон, образующих стенку предсердий и желудочков. В зависимости от биологического вида внутри может разделяться перегородками на 2, 3 или 4 камеры. У млекопитающих и птиц сердце 4-камерное. При этом различают (по току крови): правое предсердие, правый желудочек, левое предсердие и левый желудочек.
Стенка имеет 3 слоя: внутренний — эндокард (его выросты образуют клапаны), средний — миокард (сердечная мышца, сокращение происходит непроизвольно, предсердия и желудочки не соединяются между собой), наружный — эпикард (покрывает поверхность сердца, служит внутренним листком околосердечной серозной оболочки — перикарда).
Анатомия сердца во многом определяет степень основного обмена, разделяя животных на теплокровных и холоднокровных.
Нервные центры, регулирующие деятельность сердца, находятся в продолговатом мозге. В эти центры поступают импульсы, которые сигнализируют о потребностях в чём-либо тех или иных органов. В свою очередь, продолговатый мозг посылает сердцу сигналы — усилить или ослабить сердечную деятельность. Потребность органов в притоке крови регистрируют 2 типа рецепторов: рецепторы растяжения и хеморецепторами.
Изучением сердца занимается наука кардиология.

### Тоны сердца
Во время работы сердца возникают звуки — тоны:
- Систолический — низкий, продолжительный (колебание створок, захлопываются двух- и трёхстворчатые клапаны, колебания натягивают сухожильные нити)
- Диастолический — высокий, короткий (захлопывают полулунные клапаны аорты и лёгочного ствола)

Сердце сокращается ритмично в условиях покоя с частотой 60—70 ударов в минуту. Частота ниже 60 — брадикардия, выше 90 — тахикардия.
Сокращение мышц сердца характеризуют временем сокращения — предсердий — 0,1 секунды, сокращение желудочков — 0,3 секунды, пауза — 0,4 секунды.

## Круги кровообращения
Там, где сосудистая система замкнута, образует круг кровообращения. У человека и у некоторых позвоночных (все кроме рыб) животных есть несколько кругов кровообращения, обменивающихся кровью между собой только в сердце. Круг кровообращения состоит из 2 последовательно соединённых кругов (петель), начинающихся желудочками сердца и впадающих в предсердия.
Сердечно-сосудистая система человека образует 2 круга кровообращения: большой и малый.
- Большой круг кровообращения начинается в левом желудочке и оканчивается в правом предсердии, куда впадают полые вены. Время одного оборота крови составляет 20-24 секунды
- Малый круг кровообращения начинается в правом желудочке, из которого выходит лёгочный ствол, и оканчивается в левом предсердии, в которое впадают лёгочные вены. Время одного оборота составляет 4 секунды.

Кровь бывает венозной и артериальной, но не всегда в артериях движется артериальная кровь, а в венах — венозная. Это зависит от круга кровообращения:
- Большой круг: в артериях — артериальная, в венах — венозная
- Малый круг: в артериях — венозная, а в венах — артериальная

Большой круг кровообращения обеспечивает кровью все органы и ткани.
Малый круг кровообращения ограничен циркуляцией крови в лёгких, здесь происходит обогащение крови кислородом и выведение углекислого газа.
В зависимости от физиологического состояния организма, а также практической целесообразности иногда выделяют дополнительные круги кровообращения:
- Плацентарный — существует у плода, находящегося в матке
- Сердечный — представляет собой часть большого круга кровообращения
- Виллизиев — артериальное кольцо, образованное артериями бассейна позвоночных и внутренних сонных артерий, расположенное в основании головного мозга, способствует компенсации недостаточности кровоснабжения

## Патологии
Патология сердечно-сосудистой системы включает, в первую очередь, первичные заболевания сердца: некоторые формы миокардита, кардиомиопатии, опухоли сердца. Также сюда включают поражения сердца при инфекционных, инфекционно-аллергических, дисметаболических и системных болезнях и заболеваниях других органов.
В Международном классификаторе болезней заболевания сердца и сосудов объединены в единый класс под названием «Болезни системы кровообращения» и разделены на следующие пункты:
- Ревматизм в активной фазе, включающий активный ревматизм без поражения сердца, а также активные ревматические перикардит, эндокардит, миокардит
- Хронические ревматические болезни сердца, включая приобретённые пороки сердца
- Гипертоническая болезнь
- Ишемическая болезнь сердца, а также острый инфаркт миокарда и разные формы стенокардии, атеросклеротический кардиосклероз и аневризма сердца
- Другие болезни сердца
- Сосудистые поражения мозга, объединяющие субарахноидальные кровоизлияния, кровоизлияния в мозг, тромбоз сосудов головного мозга и эмболию сосудов головного мозга, преходящие нарушения мозгового кровообращения, а также генерализованные поражения сосудов мозга
- Болезни артерий, артериол, а также капилляров

## Заболевания
Заболевания сердечно-сосудистой системы являются одной из основных причин смерти в экономически развитых странах. До 1980 года доля сердечно-сосудистых заболеваний в общей структуре смертности постоянно увеличивалась, но в 1981—1982 годах ситуация начала стабилизироваться.